# Otages (pièce de théâtre)
Otages (arabe : رهائن) est une pièce de théâtre tunisienne écrite par Leila Toubel et dont la première a lieu le 11 février 2006 au théâtre El Hamra à Tunis,, première d'une trilogie qui se poursuit avec The End (2009) et se termine avec Monstranum's (2013), qui dénonce la dictature et annonce sa chute,.
Elle est depuis devenue une œuvre de répertoire.

## Argument
La pièce débute lorsque six personnages, qui devaient prendre un bateau, se font enlever par un groupe de terroristes. Il s'ensuit un huis clos où planent peur et mort, dépeignant la psychologie des preneurs d'otages aussi bien que des otages eux-mêmes.

## Fiche technique
- Texte : Leila Toubel
- Mise en scène : Ezzedine Gannoun
- Musique : Rabii Zammouri
- Scénographie : Sofiène Larab
- Costumes : Anissa Bdiri

## Distribution
- Lobna Noomene
- Rim Hamrouni
- Guesala Nafti
- Helmi Driddi
- Mohamed Hassine Graaya
- Wahid Ajmi